# Miguel Ángel Reyes Sanguino
Miguel Ángel Reyes Sanguino (Cáceres, 23 de febrero de 1968) es un exjugador de baloncesto profesional que militó durante la mayor parte de su carrera deportiva en distintos clubes de la liga ACB española y que llegó a ser internacional absoluto con la Selección española. Sus hijos Alejandro Reyes Abad y Álvaro Reyes Abad también han sido jugadores profesionales de baloncesto.

## Biografía
Se formó en las categorías inferiores del Forum Filatélico Valladolid, equipo con el que debutó en la liga ACB y en el que permaneció hasta que en la temporada 1992/93 fichó por el equipo de su ciudad natal; el Cáceres C.B. que acababa de ascender a la máxima categoría del baloncesto español.
Tras tres temporadas en el conjunto extremeño, en la 1995/96 ficha por el TAU Vitoria, equipo con el que consigue proclamarse campeón de la  Copa de Europa esa misma temporada.
Después de jugar una temporada más en el conjunto vitoriano y otra en el Caja Cantabria, sus dos últimas temporadas en la ACB las juegas en el club en el que inició su andadura: el Forum Valladolid.
Antes de su retiro definitivo, Reyes juega la temporada 2000/01 en el Baloncesto León de la liga LEB y sus últimos partidos como profesional los disputa una campaña después en el Maderas Peralta de Salamanca de la liga EBA.
Tras colgar definitivamente las botas, el jugador se afinca en Palencia donde colabora como comentarista en la radio local y crea una empresa relacionada con el mundo de las inversiones en arte.